# Giro delle Fiandre 1942
Il Giro delle Fiandre 1942, ventiseiesima edizione della corsa, fu disputato il 6 aprile 1942, per un percorso totale di 226 km. Fu vinto dal belga Briek Schotte, al traguardo con il tempo di 6h26'00", alla media di 35,120 km/h, davanti ai connazionali Georges Claes e Robert Van Eenaeme.
I ciclisti che partirono da Gand furono 67; coloro che tagliarono il traguardo furono 22 (tutti belgi).

## Ordine d'arrivo (Top 10)
| Pos. | Corridore          | Squadra            | Tempo    |
| ---- | ------------------ | ------------------ | -------- |
| 1    | Briek Schotte      | Thompson           | 6h26'00" |
| 2    | Georges Claes      | Helyett-Hutchinson | a 5"     |
| 3    | Robert Van Eenaeme | -                  | s.t.     |
| 4    | Sylvain Grysolle   | Dilecta-Wolber     | s.t.     |
| 5    | Jules Lowie        | Mercier-Hutchinson | s.t.     |
| 6    | André Declerck     | -                  | s.t.     |
| 7    | Frans Bonduel      | Dilecta-Wolber     | a 25"    |
| 8    | André Maelbrancke  | Alcyon-Dunlop      | a 1'25"  |
| 9    | Albert Hendrickx   | Alcyon-Dunlop      | a 1'40"  |
| 10   | Michel Hermie      | -                  | a 3'10"  |